# 马塞尔·莱希-拉尼基
马塞尔·莱希-拉尼基（德語：Marcel Reich-Ranicki, 1920年6月2日—2013年9月18日）是一位德国文学评论家。

## 生平
生于波兰弗沃茨瓦韦克，四七社成员，歌德奖得主，卡夫卡奖评委，被视为是德国当代最有影响力的文学评论家之一，在德国有“文学教皇”之称。